# DuckTales - Avventure di paperi
DuckTales - Avventure di paperi (DuckTales) è una serie animata statunitense prodotta da Walt Disney Television Animation utilizzando i tanti personaggi nati intorno alla figura di Paperon de' Paperoni. Questa serie fu la terza prodotta dalla Disney per la televisione. L'episodio pilota fu trasmesso per la prima volta negli Stati Uniti il 18 settembre 1987 su Disney Channel, mentre il centesimo e ultimo episodio venne trasmesso il 28 novembre 1990. In Italia, la serie è stata trasmessa in prima visione su RaiUno dal 1988, e replicata in numerose emittenti televisive come Canale 5, RaiDue, e i canali pay TV Toon Disney e Disney Channel.
La serie è stata seguita dallo spin-off Darkwing Duck, in cui uno dei personaggi di DuckTales, il pilota Jet McQuack, ha abbandonato Paperopoli per trasferirsi a St. Canard. Un lungometraggio animato basato sulla serie, intitolato Zio Paperone alla ricerca della lampada perduta, è uscito il 3 agosto 1990.
Disney ha realizzato un reboot della serie, anch'esso intitolato DuckTales, in onda su Disney XD dall'agosto 2017 al marzo 2021.

## Trama

Paperone e i nipotini nella sigla iniziale

La storia degli episodi ruota intorno alle avventure di Paperon de' Paperoni e dei suoi adorabili nipotini Qui, Quo e Qua. Nonostante sia il papero più ricco del mondo, Paperone è alla costante ricerca di nuove ricchezze, inoltre deve spesso difendere il suo patrimonio dagli attacchi dei cattivi che in ogni modo cercano di rapinarlo. In definitiva ci sono molte tracce che sono state usate per le trame dei differenti episodi: Paperone scopre qualcosa su un antico tesoro o su un'antica popolazione e parte alla loro ricerca; Paperone ha un problema con uno dei suoi affari e quando va per rimediare al problema si ritrova a vivere un'avventura; Archimede Pitagorico ha inventato qualche nuova macchina, ma questa viene rubata e usata in malo modo, oppure impazzisce; Paperone perde ogni sua ricchezza, spesso a causa della Banda Bassotti, e deve lottare per riaverla; Cuordipietra Famedoro cerca di superare Paperone e diventare il papero più ricco del mondo; Amelia cerca di rubare la Numero Uno.

## Personaggi
I personaggi principali della serie sono Paperon de' Paperoni e i suoi pronipoti Qui, Quo e Qua. Paperone appare nella serie come un freddo uomo d'affari, si autodefinisce come "il più astuto degli astuti, il più duro dei duri", ma nonostante tutto dimostra di voler molto bene alla sua famiglia. Qui, Quo e Qua sono anche i nipoti di Paperino, ma quest'ultimo appare poche volte nel corso della serie (infatti si è arruolato in marina e ha affidato Qui, Quo e Qua a Paperone fino al suo ritorno). I tre paperetti si dimostrano subito molto vivaci e iperattivi, ma anche acuti e intelligenti: fanno parte delle Giovani Marmotte.
Altri personaggi che appaiono anche nei fumetti sono Archimede Pitagorico, Gastone Paperone, Doretta Doremì (inizialmente chiamata col nome originale Goldie), Amelia, Cuordipietra Famedoro e la Banda Bassotti.
La serie ha anche introdotto molti personaggi originali come Jet McQuack, la tata dei nipotini (Bentina Beakley) e sua nipote Gaia (di aspetto fisico uguale a Ely, Emy, Evy) (adottata poi da Paperone come quarta nipote), la Giovane Marmotta Tonty, il maggiordomo Archie, il papero delle caverne Bubba e il contabile Fenton Paperconchiglia alias il supereroe Robopap.
In alcuni episodi appaiono anche alcuni personaggi provenienti dai fumetti ma normalmente associati a Topolinia. Troviamo infatti Pietro Gambadilegno con il suo socio Sgrinfia negli episodi Fuga nel tempo e La corona perduta di Genghis Khan. In La perla del potere, Avventure sui mari e La maschera di ferro compare solo Gambadilegno. Il diabolico Macchia Nera invece si trova solamente nell'episodio Macchia Nera e l'aereo invisibile.

## Doppiaggio
| Personaggio            | Voce originale   | Doppiatore italiano                                                                                     |
| ---------------------- | ---------------- | --- |
| Paperon de' Paperoni   | Alan Young       | Gigi Angelillo Gianfranco Miranda (ridoppiaggio parziale)                                               |
| Qui                    | Russi Taylor     | Paola Giannetti, Roberta Paladini (st. 1) Laura Lenghi (st. 2-4) Monica Vulcano (ridoppiaggio parziale) |
| Quo                    | Russi Taylor     | Giuppy Izzo (st. 1) Laura Lenghi (st. 2-4) Monica Volpe (ridoppiaggio parziale)                         |
| Qua                    | Russi Taylor     | Lorena Bertini, Giuppy Izzo (st. 1) Laura Lenghi (st. 2-4) Valeria Vidali (ridoppiaggio parziale)       |
| Gaia                   | Russi Taylor     | Antonella Rinaldi (st. 1-3) Antonella Baldini (st. 4) Veronica Cuscusa (ridoppiaggio parziale)          |
| Jet McQuack            | Terence McGovern | Carlo Reali Roberto Pedicini (ep. 99-100)                                                               |
| Bentina Beakley "Tata" | Joan Gerber      | Germana Dominici Paila Pavese (ep. 99-100) Marta Altinier (ridoppiaggio parziale)                       |
| Paperino               | Tony Anselmo     | Franco Latini                                                                                           |

## Episodi
La prima stagione 1987-1988 di DuckTales è composta da 65 episodi. La stagione successiva (1989-1990) è composta dai due special (poi divisi in puntate regolari) Time is Money e Super DuckTales, di due ore ciascuno. 18 episodi formeranno la stagione seguente, per poi giungere all'ultima di 7 episodi del 1990. Queste quattro stagioni portano la serie a un totale di 100 episodi, facendo di DuckTales uno dei più lunghi show Disney a episodi, nonché la serie Disney animata più lunga di tutti i tempi.

## Produzione
La Walt Disney Television Animation iniziò la produzione di DuckTales nel 1986, con l'intenzione di averlo pronto per una première nel 1987 e di mandare in onda i suoi episodi tra le 16:00 e le 18:00, in un momento in cui più bambini avrebbero guardato la televisione, piuttosto che nella fascia oraria mattutina. Cercando di creare un cartone animato con un'animazione di alta qualità, rispetto ad altri cartoni animati degli anni ottanta che avevano budget molto più bassi, l'animazione fu gestita per i primi 45 episodi dalla TMS Entertainment (già assunta per le precedenti serie animate I Wuzzles e I Gummi), mentre i successivi vennero animati principalmente dalla Wang Film Productions. Nel 1988 Romano Scarpa realizzò un test di animazione col suo Studio GLM, ma non venne assunto. Benché i giapponesi fornissero loro più artisti disponibili per il cartone animato, ciò aumentò anche i costi di produzione, a causa dei tassi di cambio tra lo yen e il dollaro, sebbene la Disney intendesse investire molto nella produzione di DuckTales con l'intenzione di recuperare i soldi facendolo trasmettere in syndication tramite la sua unità di distribuzione, la Buena Vista Television, e incassando grazie alla pubblicità. Sebbene questo fosse un concetto che funzionava bene con le repliche televisive live-action, era stato utilizzato solo in passato con serie di cartoni animati poco costose che riciclavano cortometraggi cinematografici di decenni prima o presentavano solo animazioni limitate e a basso budget, e quindi non era mai stato tentato con una serie animata di alta qualità, così il forte investimento era considerato una mossa rischiosa.

### Sigla
La sigla originale The DuckTales Theme, fu scritta da Mark Mueller e cantata da Jeff Pescetto. La versione italiana manteneva la stessa melodia originale e venne interpretata da Ermavilo.

## Distribuzione

### Edizioni straniere
Il successo della serie portò alla sua traduzione in varie lingue come il bulgaro, cinese, ceco, danese, olandese, finlandese, francese, tedesco, greco, ebraico, hindi, ungherese, islandese, italiano, giapponese, norvegese, polacco, portoghese, russo, serbo, slovacco, spagnolo, svedese, turco, romeno, arabo e altre ancora.
Nel 1990, fu la prima serie animata statunitense a essere trasmessa nell'Unione Sovietica, insieme a Cip & Ciop Agenti Speciali in un programma serale che andava in onda la domenica chiamato "Walt Disney Presents".
La sigla della serie rimase comunque in inglese per un certo numero di episodi. La prima versione russa della canzone fu rimpiazzata a metà della serie con un'interpretazione alternativa e un testo completamente diverso.

### Home video
Sul finire degli anni ottanta i primi 65 episodi, più una puntata della seconda stagione ("La Terra del Tra-la-la") furono pubblicati in VHS costituite da tre episodi a volume. Negli anni successivi alcuni episodi sono apparsi in videocassette con volumi (spesso a titolo tematico) a due episodi.
Nel 2007 è stata pubblicata in DVD con cofanetto e tre dischi distribuito da Buena Vista Home Entertainment. L'edizione presenta doppiaggi e sottotitoli in italiano, inglese, francese, tedesco e spagnolo.

## Accoglienza
La serie si rivelò un immenso successo per la Disney, che decise di commissionare altri cartoni animati con un livello di qualità simile, tra cui Cip & Ciop agenti speciali e TaleSpin. Inoltre DuckTales generò un proprio lungometraggio, intitolato Zio Paperone alla ricerca della lampada perduta, che fu distribuito nelle sale il 3 agosto 1990, insieme a un franchise di merchandising che include giocattoli, fumetti, videogiochi, la serie spin-off Darkwing Duck e una serie reboot trasmessa dal 2017.

## Altri media

### Lungometraggio
Dalla serie è stato tratto il lungometraggio animato Zio Paperone alla ricerca della lampada perduta.

### Fumetti
Sulla scia del successo del cartone animato, successivamente vennero anche ricavate due serie di fumetti. La prima serie fu realizzata dalla Gladstone e vennero pubblicati 13 numeri dal 1988 al 1990; la seconda fu realizzata da Disney Comics e vennero pubblicati 18 numeri dal 1990 al 1991. La Disney pubblicò anche un giornale per bambini dove comparvero altri brevi fumetti tratti dalla serie. Uno degli autori di queste storie fu anche Don Rosa, che per la prima volta produsse un lavoro per la Disney senza doverlo illustrare. Successivamente questi episodi vennero ristampati per la rivista Disney Adventures edita dal 1990 al 1996.
Dagli anni 2010, assieme allo spin-off Darkwing Duck, è stata realizzata una serie di fumetti dedicata alle due serie: DuckTales Meets Darkwing Duck, con la storia che s'intitola Dangerous Currency pubblicata in Duck Tales (Boom Series) #5, Darkwing Duck (Boom Series) #17, Duck Tales (Boom Series) #6, e Darkwing Duck (Boom Series) #18.

### Videogiochi
Videogiochi tratti ufficialmente da DuckTales:
- DuckTales (1989) per NES e Game Boy, della Capcom
- DuckTales: The Quest for Gold (1990) per Amiga, Atari ST, Commodore 64 e MS-DOS
- DuckTales (1991), gioco elettronico della Tiger Electronics
- DuckTales 2 (1993) per NES e Game Boy, della Capcom
- DuckTales: The Lucky Dime (1994), strategico olandese per MSX2, probabilmente non ufficiale
- DuckTales Remastered (2013), rifacimento del primo DuckTales per NES, pubblicato per Wii U eShop, Xbox Live, PlayStation Network e altri
- DuckTales: Il tesoro di Paperone (DuckTales: Scrooge's Loot) (2013) per iOS e Android[13], ritirato dalla distribuzione ufficiale dopo pochi anni[14]
- The Disney Afternoon Collection (2017), raccolta di classici emulati per PlayStation 4, Microsoft Windows e Xbox One, contiene i due DuckTales per NES
- Minecraft: DuckTales (2019), contenuto scaricabile per Xbox One